# Drosophila kikkawai
Drosophila kikkawai är en tvåvingeart som beskrevs av Burla 1954. Drosophila kikkawai ingår i släktet Drosophila och familjen daggflugor.
Arten finns över stora delar av jorden, dess spridning beskrivs som subkosmopolitisk.